# Primera Liga de Fútbol de Nigeria 2024-25
La Primera Liga de Fútbol de Nigeria 2024-25 fue la 54.ª temporada de la Primera Liga de Fútbol de Nigeria 2024-25. La temporada comenzó el 31 de agosto de 2024 y terminó el 25 de mayo de 2025.
Esta temporada fue la segunda con su nombre actual.
El Remo Stars fue el campeón de la competencia, consiguiendo su primer título de liga.

## Formato
La liga estuvo compuesta por 20 equipos, los cuales jugaron todos contra todos a dos vueltas sumando un total de 38 jornadas. Al finalizar la temporada el mejor equipo de la tabla general fue proclamado campeón y consiguió una plaza en la Liga de Campeones de la CAF 2025-26, mientras que el segundo clasificado también obtuvo un lugar en la máxima competición continental africana. Por su parte el tercer clasificado recibió una plaza en la Copa de Confederación de la CAF 2025-26.
Por el lado contrario los últimos cuatro clasificados de la temporada descendieron a la Liga Nacional.

## Equipos participantes
| Equipo                | Ciudad         | Estadio                                       |
| --------------------- | -------------- | --------------------------------------------- |
| Abia Warriors         | Umuahia        | Estadio Umuahia Township                      |
| Akwa United           | Uyo            | Estadio Godswill Akpabio International        |
| Bayelsa United        | Yenagoa        | Estadio Samson Siasia                         |
| Bendel Insurance      | Benín          | Estadio Samuel Ogbemudia                      |
| El-Kanemi Warriors    | Maiduguri      | Estadio Pantami                               |
| Enugu Rangers         | Enugu          | Estadio Nnamdi Azikiwe                        |
| Enyimba International | Aba            | Estadio Internacional Enyimba                 |
| Heartland             | Owerri         | Estadio Dan Anyiam                            |
| Ikorodu City          | Ikorodu, Lagos | Estadio Onikan                                |
| Kano Pillars          | Kano           | Estadio Sani Abacha                           |
| Katsina United        | Katsina        | Estadio Muhammadu Dikko                       |
| Kwara United          | Ilorin         | Estadio Kwara                                 |
| Lobi Stars            | Makurdi        | Estadio Lafia Township Estadio Nnamdi Azikiwe |
| Nasarawa United       | Lafia          | Estadio Lafia Township                        |
| Niger Tornadoes       | Minna          | Estadio Ahmadu Bello                          |
| Plateau United        | Jos            | Estadio New Jos                               |
| Remo Stars            | Ikenne         | Estadio Remo Stars                            |
| Rivers United         | Port Harcourt  | Estadio Adokiye Amiesimaka                    |
| Shooting Stars        | Ibadán         | Estadio Adamasingba                           |
| Sunshine Stars        | Akure          | Estadio Akure Township                        |

### Ascensos y descensos
| Pos. | Descendidos de la Liga de Fútbol Profesional 2023-24 |
| ---- | ---------------------------------------------------- |
| 17.º | Sporting Lagos                                       |
| 18.º | Doma United                                          |
| 19.º | Heartland                                            |
| 20.º | Gombe United                                         |

| Pos.  | Ascendidos de la División 1 2023-24 |
| ----- | ----------------------------------- |
| 1.º A | Nasarawa United                     |
| 1.º B | El-Kanemi Warriors                  |
| 2.º C | Ikorodu City                        |

## Clasificación
| Pos. | Equipo                | Pts. | PJ | G  | E  | P  | GF | GC | Dif. | Clasificación o descenso 2024-25 |
| ---- | --------------------- | ---- | -- | -- | -- | -- | -- | -- | ---- | -------------------------------- |
| 1    | Remo Stars (C)        | 71   | 38 | 22 | 5  | 11 | 49 | 31 | +18  | Liga de Campeones de la CAF      |
| 2    | Rivers United         | 64   | 38 | 18 | 10 | 10 | 35 | 29 | +6   | Liga de Campeones de la CAF      |
| 3    | Abia Warriors         | 60   | 38 | 18 | 6  | 14 | 43 | 40 | +3   | Copa Confederación de la CAF     |
| 4    | Ikorodu City          | 59   | 38 | 17 | 8  | 13 | 60 | 44 | +16  |                                  |
| 5    | Bendel Insurance      | 56   | 38 | 15 | 11 | 12 | 39 | 33 | +6   |                                  |
| 6    | Enyimba International | 55   | 38 | 14 | 13 | 11 | 38 | 35 | +3   |                                  |
| 7    | Plateau United        | 54   | 38 | 16 | 9  | 13 | 40 | 38 | +2   |                                  |
| 8    | Shooting Stars        | 54   | 38 | 15 | 9  | 14 | 39 | 38 | +1   |                                  |
| 9    | Kano Pillars          | 53   | 38 | 15 | 8  | 15 | 44 | 45 | −1   |                                  |
| 10   | Enugu Rangers         | 52   | 38 | 14 | 10 | 14 | 42 | 34 | +8   |                                  |
| 11   | Bayelsa United        | 52   | 38 | 13 | 13 | 12 | 39 | 36 | +3   |                                  |
| 12   | Nasarawa United       | 52   | 38 | 14 | 10 | 14 | 40 | 41 | −1   |                                  |
| 13   | Niger Tornadoes       | 51   | 38 | 14 | 9  | 15 | 40 | 46 | −6   |                                  |
| 14   | Kwara United          | 50   | 38 | 14 | 8  | 16 | 38 | 36 | +2   |                                  |
| 15   | Katsina United        | 50   | 38 | 14 | 8  | 16 | 30 | 36 | −6   |                                  |
| 16   | El-Kanemi Warriors    | 49   | 38 | 12 | 13 | 13 | 34 | 41 | −7   |                                  |
| 17   | Heartland (D)         | 48   | 38 | 12 | 12 | 14 | 33 | 34 | −1   | Descenso a Liga Nacional         |
| 18   | Akwa United (D)       | 44   | 38 | 12 | 8  | 18 | 35 | 39 | −4   | Descenso a Liga Nacional         |
| 19   | Sunshine Stars (D)    | 41   | 38 | 11 | 8  | 19 | 34 | 51 | −17  | Descenso a Liga Nacional         |
| 20   | Lobi Stars (D)        | 28   | 38 | 6  | 10 | 22 | 29 | 56 | −27  | Descenso a Liga Nacional         |

 Fuente: NPFL
Criterios de clasificación: Puntos · Enfrentamientos directos · Diferencia de goles · Goles a favor · Puntos fair-play · Play-off.

## Resultados
| Local \ Visitante     | ABW | AKW | BAY | BEN | ELK | ENU | ENY | HEA | IKR | KAN | KAT | KWA | LOB | NAS | NIG | PLA | REM | RIV | 3SC | SUN |
| --------------------- | --- | --- | --- | --- | --- | --- | --- | --- | --- | --- | --- | --- | --- | --- | --- | --- | --- | --- | --- | --- |
| Abia Warriors         | —   | 2–0 | 1–0 | 1–0 | 2–1 | 1–0 | 1–1 | 0–2 | 2–0 | 2–0 | 2–0 | 1–0 | 2–0 | 1–1 | 2–1 | 3–1 | 0–2 | 2–0 | 3–1 | 3–0 |
| Akwa United           | 1–1 | —   | 2–0 | 1–1 | 1–1 | 0–0 | 2–1 | 2–0 | 2–1 | 2–0 | 1–0 | 2–1 | 1–1 | 1–0 | 2–0 | 1–0 | 1–2 | 1–1 | 2–0 | 1–2 |
| Bayelsa United        | 0–1 | 2–1 | —   | 2–1 | 2–1 | 0–0 | 1–1 | 1–0 | 1–0 | 1–1 | 1–1 | 1–1 | 1–0 | 2–2 | 4–1 | 1–0 | 3–0 | 1–0 | 3–0 | 4–1 |
| Bendel Insurance      | 0–1 | 1–0 | 3–0 | —   | 1–1 | 0–0 | 1–0 | 1–0 | 2–1 | 0–1 | 1–0 | 3–1 | 1–0 | 1–1 | 3–0 | 2–1 | 2–1 | 0–0 | 1–0 | 1–0 |
| El-Kanemi Warriors    | 3–0 | 1–0 | 0–0 | 0–0 | —   | 2–1 | 1–0 | 0–0 | 1–1 | 1–0 | 1–0 | 1–1 | 1–0 | 1–0 | 1–0 | 2–2 | 2–0 | 1–2 | 2–2 | 1–0 |
| Enugu Rangers         | 1–0 | 1–1 | 1–0 | 3–2 | 0–0 | —   | 1–2 | 0–2 | 2–0 | 3–4 | 4–0 | 3–0 | 3–0 | 2–0 | 1–2 | 0–1 | 2–1 | 1–0 | 0–1 | 3–0 |
| Enyimba International | 2–1 | 1–0 | 1–1 | 0–0 | 1–0 | 0–0 | —   | 1–1 | 2–1 | 2–1 | 3–0 | 2–0 | 2–1 | 2–1 | 1–1 | 0–1 | 0–0 | 1–0 | 1–1 | 0–0 |
| Heartland             | 0–1 | 2–1 | 1–1 | 1–1 | 0–0 | 0–0 | 1–3 | —   | 1–1 | 2–0 | 0–0 | 0–0 | 1–0 | 3–2 | 2–0 | 2–0 | 1–0 | 2–0 | 2–1 | 1–0 |
| Ikorodu City          | 3–2 | 4–1 | 3–2 | 3–0 | 2–0 | 0–1 | 2–2 | 2–0 | —   | 4–1 | 6–0 | 2–1 | 4–2 | 1–2 | 3–0 | 2–1 | 1–1 | 2–0 | 2–1 | 2–1 |
| Kano Pillars          | 1–0 | 1–0 | 0–0 | 0–0 | 2–1 | 2–1 | 2–0 | 2–2 | 3–0 | —   | 1–0 | 1–1 | 2–0 | 1–1 | 2–1 | 2–1 | 0–2 | 2–0 | 3–1 | 2–0 |
| Katsina United        | 5–1 | 1–0 | 1–1 | 2–1 | 3–0 | 0–0 | 2–1 | 1–0 | 1–2 | 1–0 | —   | 1–0 | 3–0 | 1–0 | 1–1 | 1–0 | 2–0 | 0–0 | 1–0 | 1–0 |
| Kwara United          | 0–0 | 0–2 | 1–0 | 0–1 | 2–0 | 1–1 | 2–0 | 1–0 | 0–0 | 2–0 | 1–0 | —   | 4–0 | 1–0 | 1–2 | 2–0 | 1–0 | 3–1 | 2–0 | 3–0 |
| Lobi Stars            | 3–1 | 0–0 | 2–1 | 2–1 | 2–2 | 2–4 | 0–1 | 0–0 | 0–1 | 2–2 | 1–1 | 1–0 | —   | 1–2 | 0–2 | 1–0 | 2–2 | 0–1 | 1–0 | 1–1 |
| Nasarawa United       | 3–0 | 2–0 | 0–0 | 2–1 | 3–4 | 1–0 | 3–2 | 1–0 | 0–0 | 1–0 | 1–0 | 0–1 | 1–0 | —   | 2–0 | 3–2 | 1–0 | 1–1 | 1–1 | 1–1 |
| Niger Tornadoes       | 1–1 | 1–0 | 1–1 | 1–1 | 2–0 | 0–1 | 0–1 | 2–1 | 0–0 | 3–2 | 1–0 | 2–1 | 1–1 | 0–0 | —   | 1–1 | 2–1 | 0–1 | 2–0 | 4–1 |
| Plateau United        | 1–0 | 1–0 | 1–0 | 2–1 | 2–0 | 0–0 | 0–0 | 3–2 | 1–0 | 2–1 | 1–0 | 0–0 | 2–1 | 2–0 | 1–2 | —   | 3–1 | 2–1 | 1–1 | 3–0 |
| Remo Stars            | 3–2 | 2–1 | 2–0 | 1–0 | 2–0 | 2–1 | 2–0 | 2–0 | 4–1 | 2–1 | 0–0 | 2–0 | 1–0 | 3–0 | 1–0 | 1–0 | —   | 0–0 | 2–0 | 1–0 |
| Rivers United         | 1–0 | 2–1 | 0–1 | 2–2 | 1–1 | 1–0 | 2–0 | 3–1 | 1–0 | 1–0 | 1–0 | 2–1 | 1–0 | 2–1 | 1–0 | 1–1 | 1–0 | —   | 2–0 | 1–0 |
| Shooting Stars        | 2–0 | 2–1 | 1–0 | 1–0 | 3–0 | 5–1 | 0–0 | 1–0 | 0–0 | 2–0 | 1–0 | 1–0 | 2–2 | 2–0 | 3–1 | 1–1 | 0–1 | 0–0 | —   | 1–0 |
| Sunshine Stars        | 0–0 | 1–0 | 3–0 | 1–2 | 1–0 | 1–0 | 2–1 | 0–0 | 4–3 | 1–1 | 2–0 | 4–3 | 1–0 | 1–0 | 1–2 | 2–2 | 1–2 | 1–1 | 0–1 | —   |